# Мокра (Свентокшиське воєводство)
Мокра (пол. Mokra) — село в Польщі, у гміні Стомпоркув Конецького повіту Свентокшиського воєводства.
Населення — 438 осіб (2011).
У 1975-1998 роках село належало до Келецького воєводства.

## Демографія
Демографічна структура на день 31 березня 2011 року:
|          | Загалом | Допрацездатний вік | Працездатний вік | Постпрацездатний вік |
| -------- | ------- | ------------------ | ---------------- | -------------------- |
| Чоловіки | 209     | 31                 | 148              | 30                   |
| Жінки    | 229     | 34                 | 121              | 74                   |
| Разом    | 438     | 65                 | 269              | 104                  |